# Ercé
Ercé (Okzitanisch: Èrce) ist eine französische Gemeinde mit 580 Einwohnern (Stand: 1. Januar 2022) im Département Ariège in der Region Okzitanien; sie gehört zum Arrondissement Saint-Girons, zum Gemeindeverband Couserans-Pyrénées und zum Kanton Couserans Est. Die Einwohner werden Ercéens/Ercéennes genannt.

## Geografie
Ercé liegt rund 85 Kilometer südlich der Stadt Toulouse im Westen des Départements Ariège. Die Gemeinde besteht aus dem Dorf Ercé, zahlreichen Weilern und Streusiedlungen sowie Einzelgehöften und liegt am Fluss Garbet. Die mittleren und oberen Abschnitte des Vallée du Garbet sind Teil der Gemeinde. Ercé liegt innerhalb des Regionalen Naturparks Pyrénées Ariégeoises. Weite Teile der Gemeinde sind Bergland und bewaldet. Höchster Punkt ist der La Pique (auch Mont Béas genannt) im Südosten der Gemeinde. Verkehrstechnisch liegt die Gemeinde an der D32.
Umgeben wird Ercé von den Nachbargemeinden Aleu im Norden, Biert und Massat im Nordosten, Le Port im Osten, Aulus-les-Bains im Süden, Ustou im Südwesten, Oust im Westen und Nordwesten sowie Soulan im Nordwesten. 

## Geschichte
Im Mittelalter lag der Ort innerhalb der Provinz Couserans, die wiederum ein Teil der Provinz Gascogne war. Die Gemeinde gehörte von 1793 bis 1801 zum District Saint-Girons. Zudem lag Ercé von 1793 bis 2015 innerhalb des Kantons Oust. Die Gemeinde ist seit 1801 dem Arrondissement Saint-Girons zugeteilt.
Als sich Frankreich im Zweiten Weltkrieg unter deutscher Besatzung befand nahmen die Gendarmerie von Ercé und die Groupes mobiles de réserve (GMR) des Vichy-Regimes am 26. August 1942 überfallartig 120 in Aulus-les-Bains einquartierte Juden fest, um sie zu deportieren.

## Bevölkerungsentwicklung
| Jahr                       | 1962 | 1968 | 1975 | 1982 | 1990 | 1999 | 2006 | 2019 |
| Einwohner                  | 1016 | 1012 | 990  | 750  | 566  | 532  | 529  | 562  |
| Quellen: Cassini und INSEE |      |      |      |      |      |      |      |      |

## Sehenswürdigkeiten
- ehemaliges Schloss, heute das Hospiz Saint-Philippe
- Kirche in Cominac
- Kirche Notre-Dame-de-l’Assomption aus dem 12. Jahrhundert in Ercé, seit 1964 ein Monument historique[2]
- von einem Wetterhahn gekröntes eisernes Wegkreuz, seit 1964 ein Monument historique[3]
- Kapelle Notre-Dame-Pitié in Le Calvaire
- Kapelle Saint-Pierre aus dem 12. Jahrhundert, seit 1979 ein Monument historique[4]
- Überreste der Kirche von Labouche in Les Jammets
- Mühle Moulin du Ressec
- Museum Musée des montreurs d’ours zur Geschichte der Tanzbären(haltung)
- Denkmal für die Gefallenen[5]
- zahlreiche weitere Wegkreuze

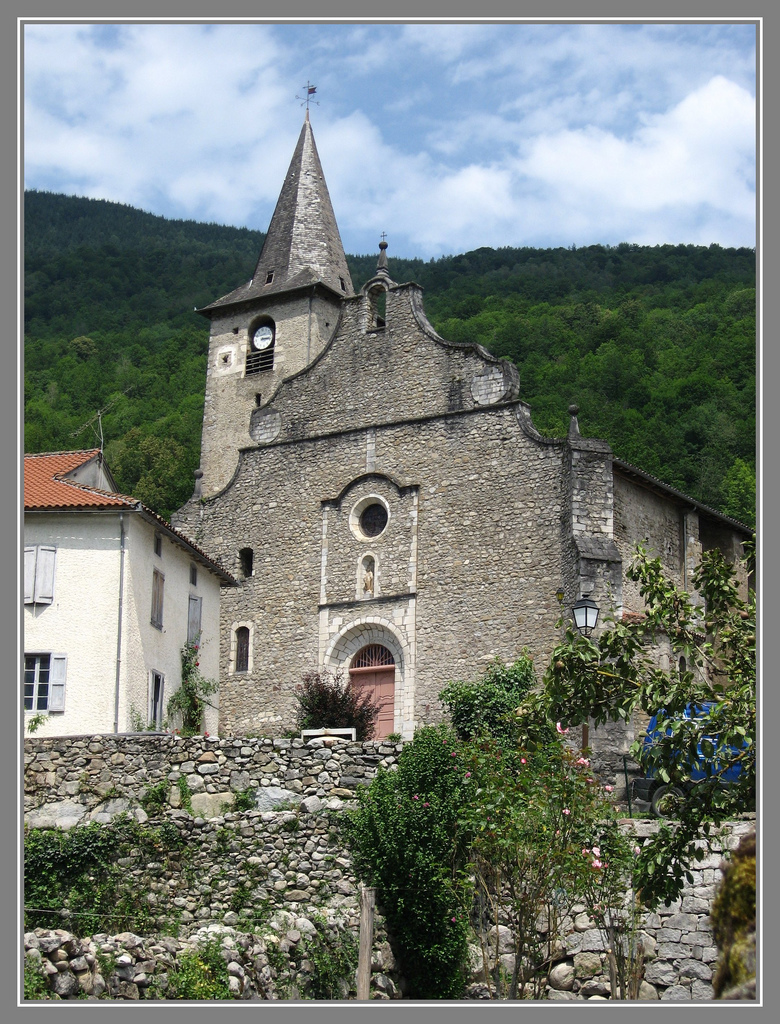
Kirche Notre-Dame-de-l’Assomption in Ercé
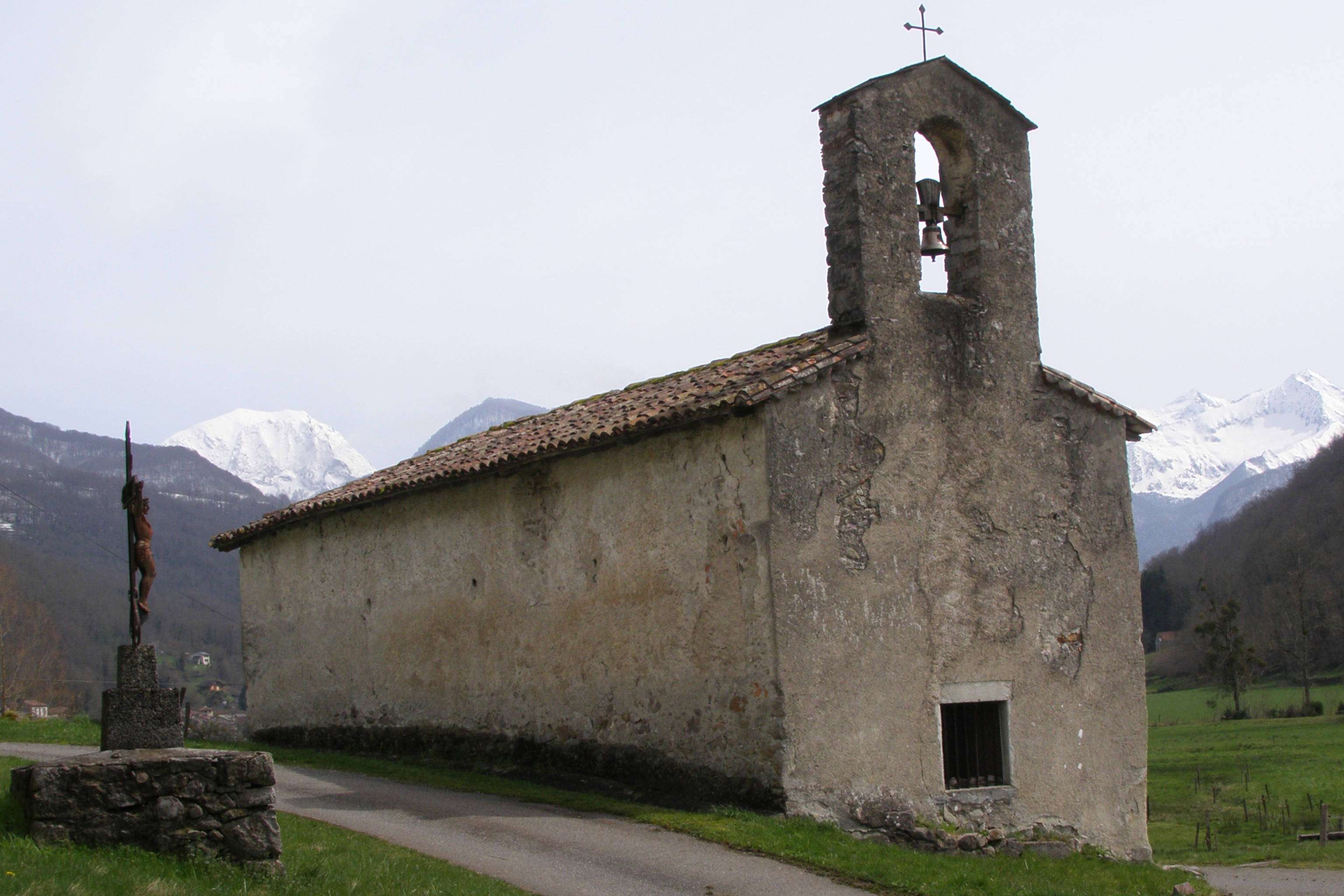
Kapelle Saint-Pierre
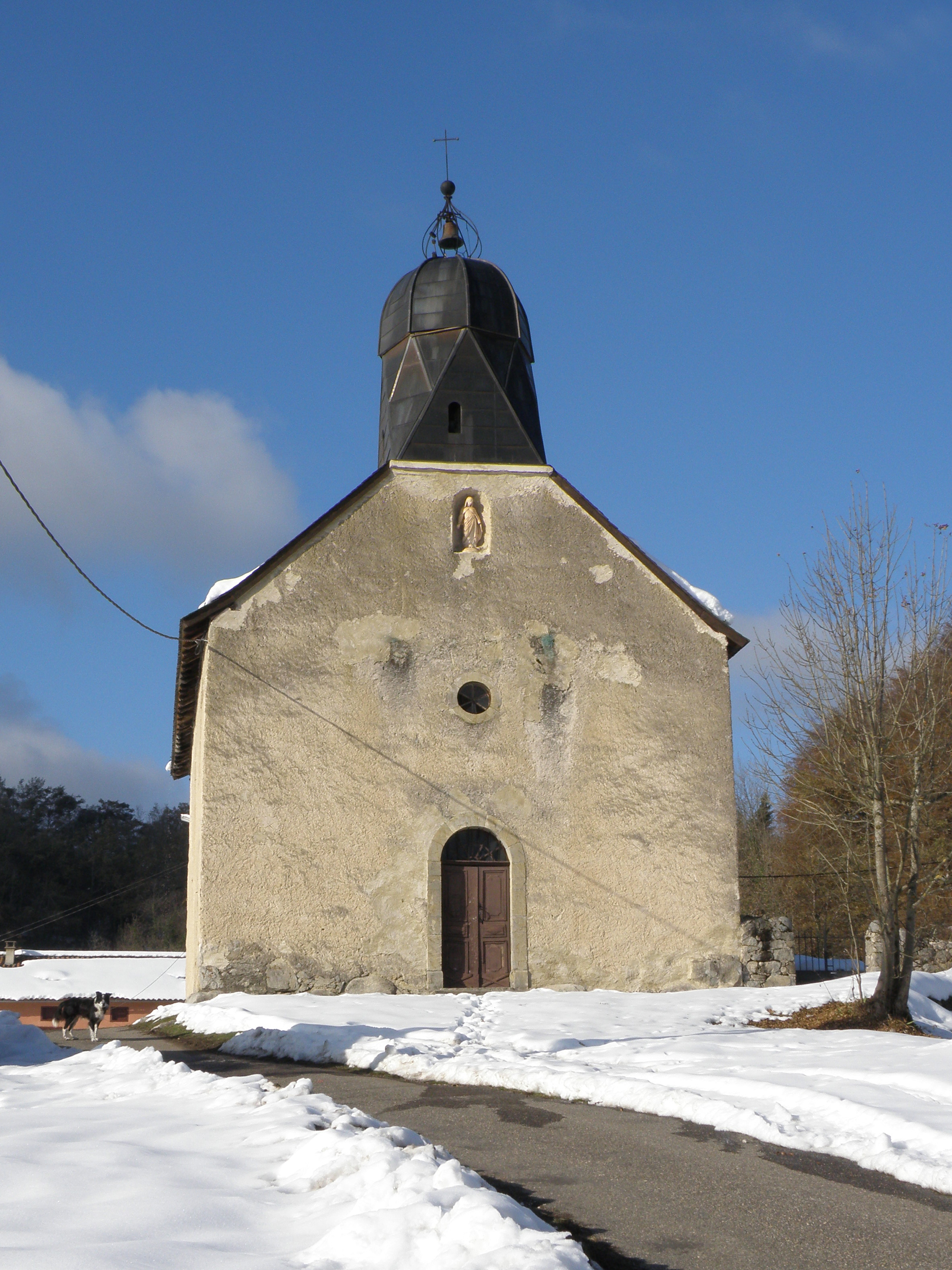
Kirche von Cominac
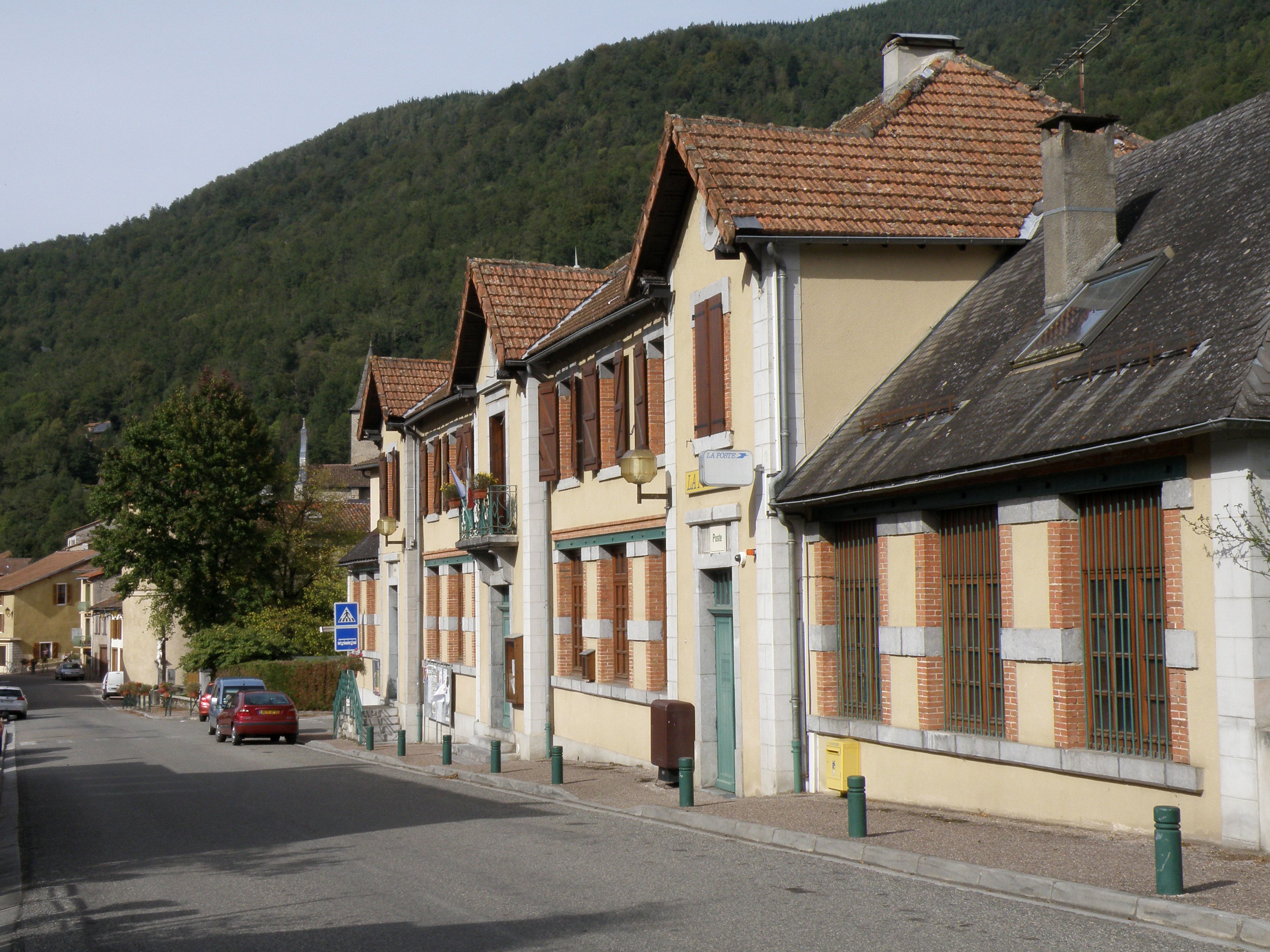
Ortszentrum mit Mairie (Rathaus)
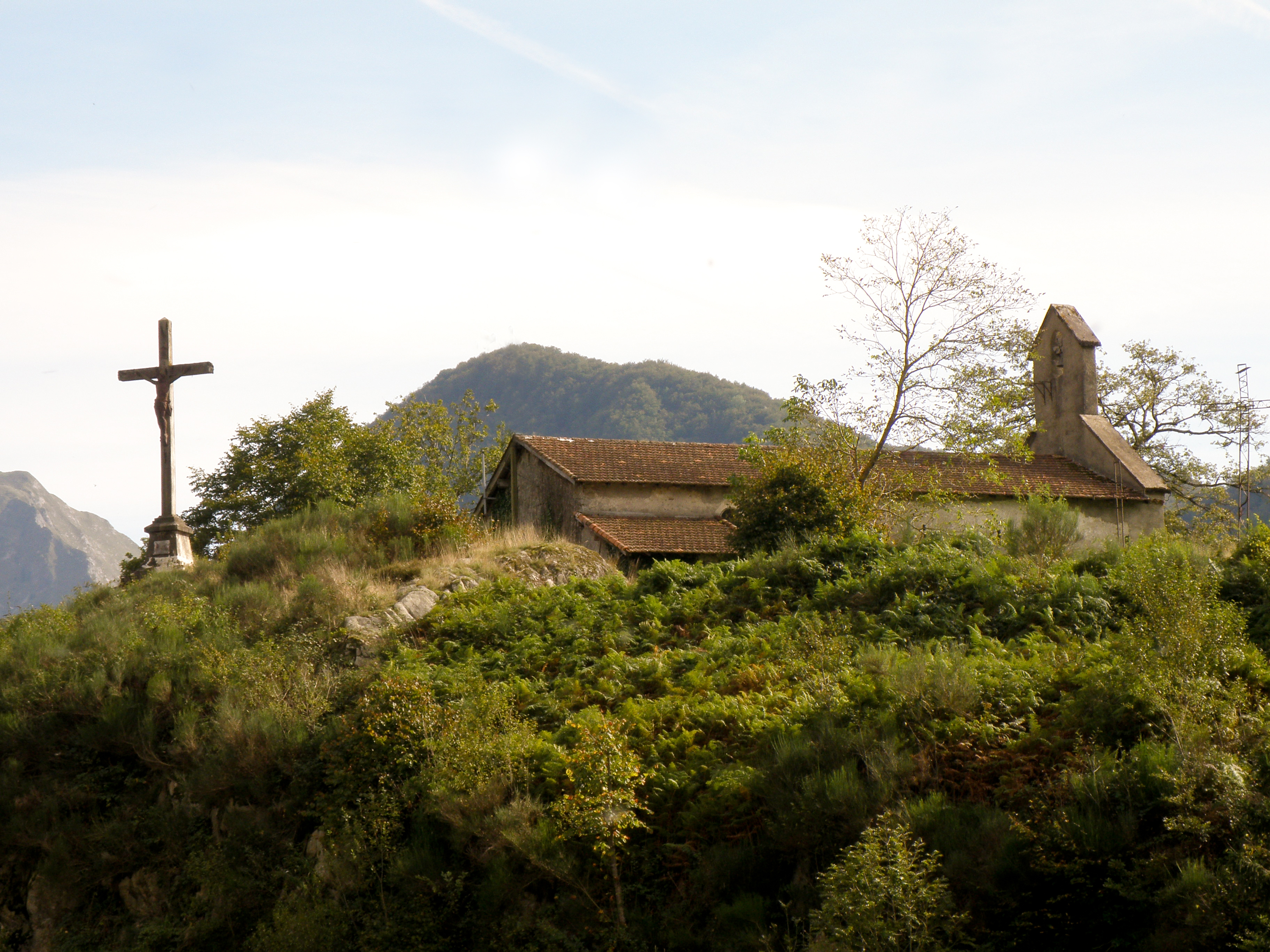
Kalvarienberg
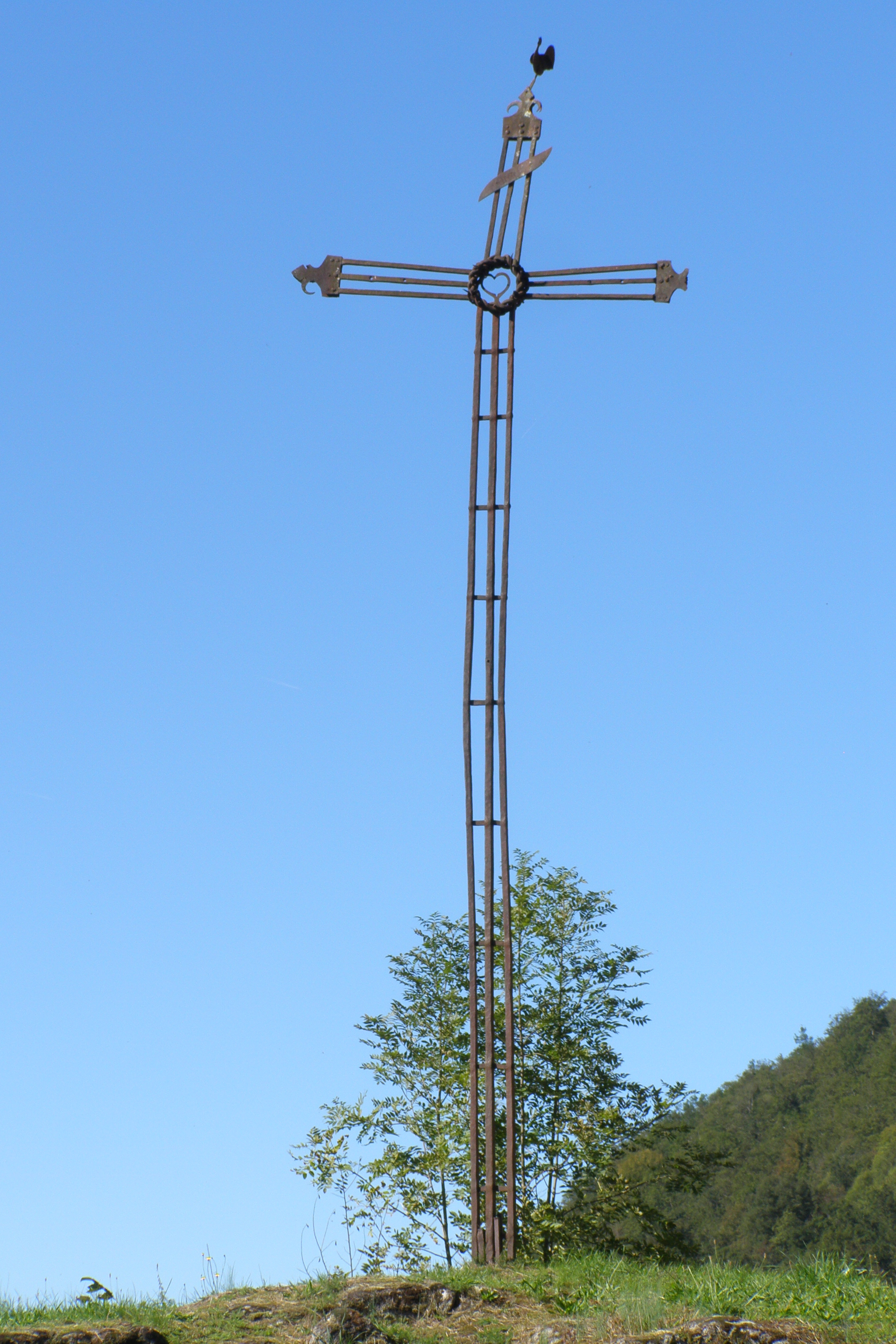
Wegkreuz mit Wetterhahn
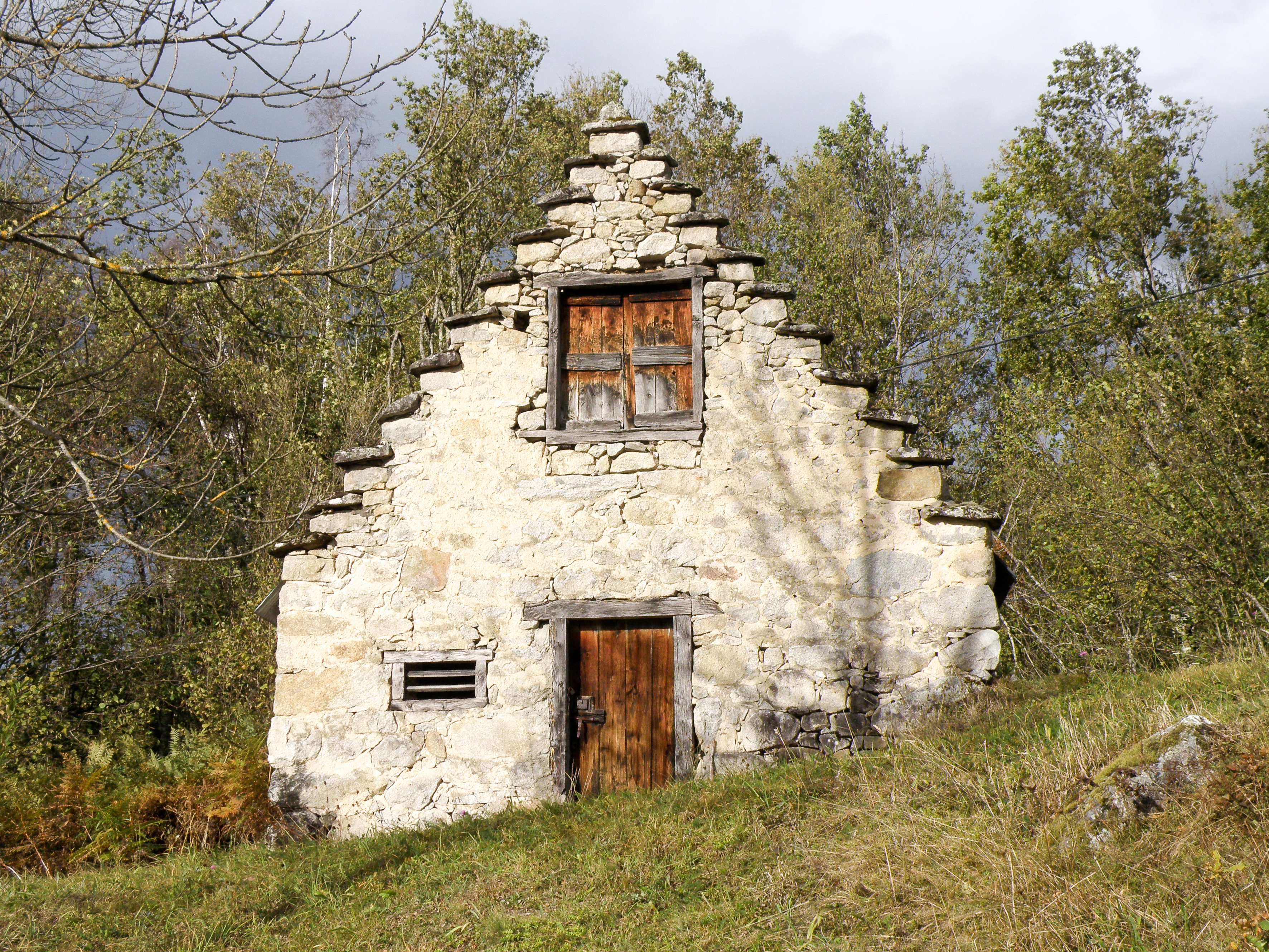
Scheune mit Taubenschlag
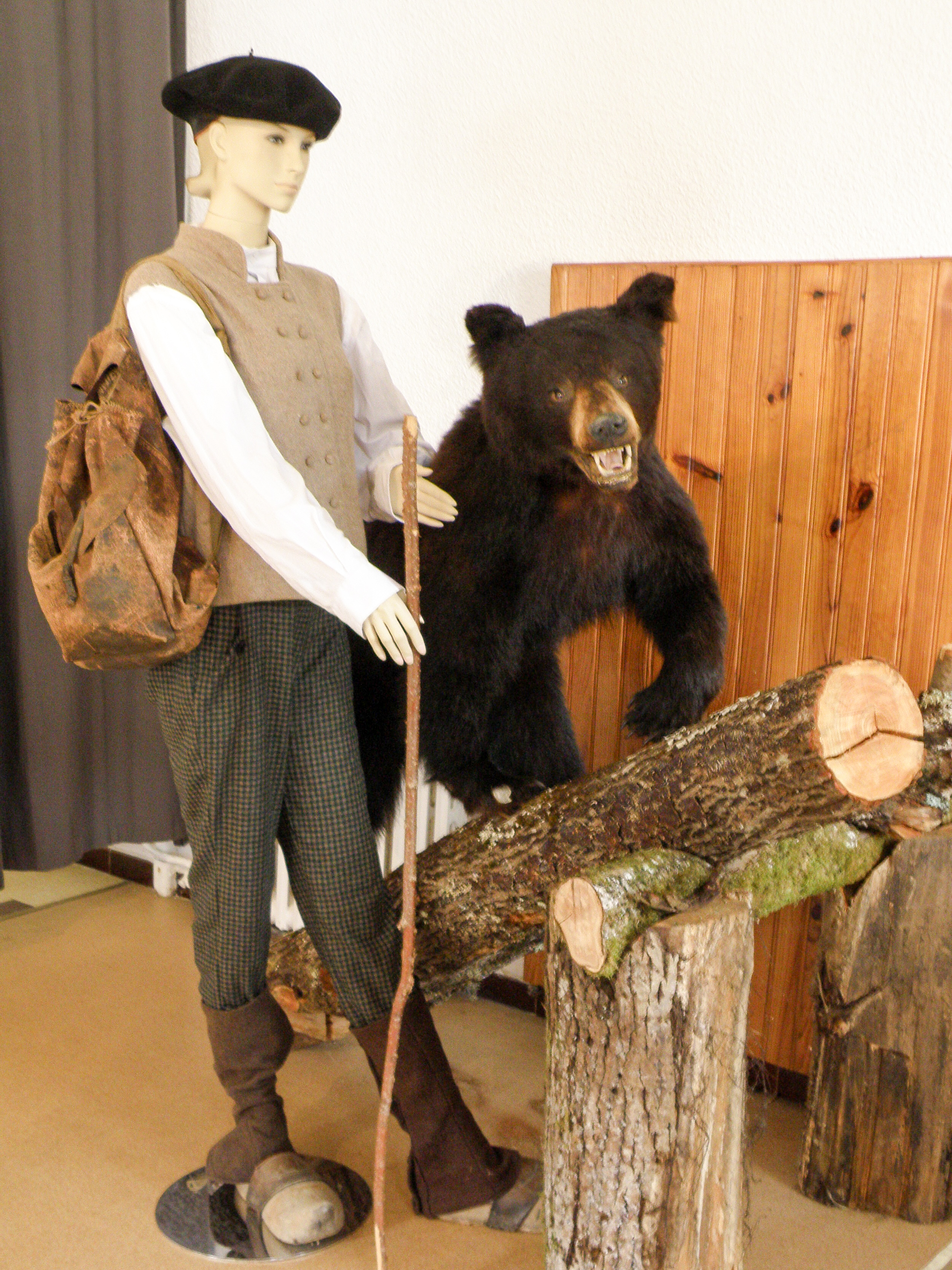
Szene im Musée des montreurs d’ours